# Diara Rocha
Diara Kady Monteiro Vieira Lopes Rocha (ilha de São Vicente, 8 de julho de 1970) é uma bióloga e professora universitária caboverdiana.
Trabalha como professora assistente na Universidade do Mindelo e na Universidade de Cabo Verde, Mindelo (Cabo Verde) e a sua investigação tem-se distinguido por estudar as propriedades de plantas (menta, funcho, poejo) no combate a doenças como malária, dengue, utilizadas como alternativa aos pesticidas orgânicos sintéticos e cujo grau de biodegradabilidade comporta menos riscos ambientais.

## Percurso
Diara Rocha é licenciada em Biologia pela Faculdade de Ciências da Universidade de Lisboa, mestre na área de Produção Agrícola Tropical e doutorada pela Universidade Nova de Lisboa, Instituto de Higiene e Medicina Tropical (UNL-IHMT) em Ciências Biomédicas, área de Parasitologia, tendo trabalhado muitos anos em Saúde Pública e Medicina Tropical. Na sua investigação de doutoramento (durante a qual foi bolseira da Fundação Calouste Gulbenkian), relevou as propriedades insecticidas de plantas, do universo da flora das ilhas de Cabo Verde, úteis para o combate dos vectores da malária e do dengue.
No encontro sobre Doenças Tropicais Negligenciadas nos PALOP, promovido pelo Programa Gulbenkian de Ajuda ao Desenvolvimento e pela International Society for Neglected Tropical Diseases, em 2013, Diara Rocha afirmava: "A nível laboratorial (...) podemos dizer que temos já algumas plantas e compostos ativos com potencialidade inseticida", adiantando ter estudado o funcho e o poejo, plantas que existem em Portugal e em Cabo Verde. Neste encontro, Diara Rocha assinalou também as vantagens das plantas em relação aos insecticidas utilizados habitualmente, por serem menos prejudiciais, quer para as pessoas, quer para o ambiente.

## Pandemia Covid-19
No contexto da pandemia Covid-19, devido à escassez de desinfectante no mercado cabo-verdiano, fundamental para impedir a infecção e propagação do vírus, Diara Rocha começou a produzir um desinfectante de mãos para uso pessoal, distribuído de forma gratuita por amigos e instituições, chegando a algumas instituições na Ilha de São Vicente, tais como a Casa da Sopa da Igreja do Nazareno.
A investigadora estudou os protocolos da Organização Mundial de Saúde para a produção de antissépticos. O trabalho de investigação que desenvolveu durante o seu doutoramento facilitou o acesso ao material de preparação da solução, feita à base de álcool, água oxigenada e também de glicerol. Este último componente foi cedido pelo laboratório da Faculdade de Educação e Desporto do pólo do Mindelo da Universidade de Cabo Verde. O produto foi depois colocado em frascos que são selados com ‘parafilm’, uma película flexível usada principalmente em laboratórios.
Diara Rocha deseja poder certificar o produto, aguardando aprovação da ERIS, para que possa distribui-lo por lares de idosos e às pessoas mais carenciadas.
Também se dedica à produção de máscaras caseiras, em colaboração com a  faculdade de educação e do Desporto da Universidade de Cabo Verde, tendo proposto um modelo uniformizado, visando envolver a comunidade local na produção (nomeadamente costureiras que já não estão no activo e estudantes de Educação Artística).

## Reconhecimentos e Prémios
- 2012 - Prémio de Melhor Apresentação das III Jornadas Científicas do Instituto de Higiene e Medicina Tropical da Universidade de Lisboa [1]

## Obra
- 2019 - Impactos de Alterações Climáticas na Saúde Pública e o papel da educação em Cabo Verde[8]
- 2019 - O impacto da dengue nas ilhas de Cabo-Verde, da ocorrência do surto às medidas implementadas no terreno para o controlo da doença. Caso de estudo: Inquérito na ilha de São Vicente, zona rural versus zona urbana sobre o conhecimento e prevenção da dengue.[9]
- 2019 - A importância de plantas medicinais em Cabo-Verde. Estudo de caso: conhecimento tradicional das plantas medicinais de São Vicente, meio urbano versus rural.
- 2019 - Impactos de Alterações Climáticos na Saúde Pública e o papel da educação em Cabo Verde
- 2016 - The productivity of the colony of Phlebotomus perniciosus (Diptera, Psychodidae) of IHMT / UNL: larvae, pupae and adults
- 2015 - Potential of Mentha pulegium for mosquito control / Potencialidade da Menta pulegium no controlo de mosquitos[10]
- 2015 - Larvicidal Activity against Aedes aegypti of Foeniculum vulgare Essential Oils from Portugal and Cape Verde[11]
- 2013 - Plantas medicinais tropicais e mediterrânicas com propriedades biocidas no controlo de insectos vectores de agentes patogénicos, Instituto de Higiene e Medicina Tropical, orient. Maria Teresa Lourenço Marques Novo [12]
- 2013 - Insecticidal activity of tropical and mediterranean plant product against Aedes aegypti larvae[13]
- 2012 - The laboratory colony of Phlebotomus perniciosus (Diptera, Psychodidae) from Instituto de Higiene e Medicina Tropical, Universidade Nova de Lisboa, Portugal: establishment, maintenance and application
- 2011 - Immune Reactivity to Dengue and Aedes albopictus Mosquitoes in the Population from Macao, China, Before Dengue Occurrence[14]